# USALI
USALI o Uniform System of Accounts for the Lodging Industry (Sistema Uniforme de Cuentas para la Industria Hotelera) es un sistema de gestión de cuentas, a modo de un plan contable, dirigido al sector de hostelería, más concretamente al del hotel. 

## Historia
A comienzos del siglo pasado, los empresarios hoteleros mostraron su preocupación por la imposibilidad de poder hacer análisis comparativos entre las distintas explotaciones y poder calibrar así la calidad de su gestión dentro del sector. Este interés hizo que en 1926 se celebraran una serie de reuniones entre profesionales en Chicago para intercambiar experiencias y buscar acuerdos en la elaboración de las cuentas.
Como resultado de estos encuentros, la Hotel Association of New York City publicó ese mismo año la primera edición del Uniform System of Accounts for Hotels (sistema uniforme de cuentas para hoteles), que supuso el primer modelo sectorial de elaboración de cuentas para hoteles y, por tanto, la posibilidad de contar con un lenguaje común de análisis interno de gestión y como análisis comparativo entre diferentes entidades.

## El USALI en la actualidad
En su última publicación, la décima edición revisada, se adopta la denominación de Uniform System of Accounts for the Lodging Industry, USALI, y se unifica con el plan para pequeños hoteles y moteles desarrollado por la American Hotel & Motel Association. Este texto también contempla pronunciamientos del American Institute of Certified Public Accounts y del Financial Accounting Standard Board.
El USALI es mucho más que un simple plan contable aplicable en los hoteles. Por su sencillez, puede ser adoptado por cualquier establecimiento con independencia de su tamaño o estructura y, al mismo tiempo puede ser interpretado por cualquier usuario del sector. Por otro lado, al tratarse de un modelo uniforme y homogéneo permite la comparación entre las distintas explotaciones hoteleras, incluso con distinto sistema organizativo y ubicaciones diferentes.
El componente que hace más interesante su aplicación es la cuenta de explotación. Basada en el principio del coste directo, imputa los gastos incurridos a los departamentos que los originan. De esta forma, clasifica los departamentos del hotel en dos agrupaciones: operativos (generan ingresos) y no operativos (centros de coste sin generación de ingresos). Así, establece una cuenta de resultados por departamento que, una vez agrupadas, conforma la cuenta de resultados del hotel. 
Los informes de gestión se completan con una gran cantidad de ratios que comparan diversas magnitudes de la cuenta de explotación, así como datos estadísticos, que permiten hacer un seguimiento profundo de la gestión de cada establecimiento en función de un presupuesto, de los datos obtenidos en otros periodos y del resto de los hoteles.
Otra de las ventajas que encontramos en el USALI es la flexibilidad que presenta en cuanto a la convivencia de las distintas normas contables y fiscales de los distintos países. En nuestro caso, podemos seguir el plan general de contabilidad español a la vez que adoptamos un modelo de gestión basado en el USALI, sin ningún tipo de esfuerzo adicional. 
En cuanto a la restauración, el tratamiento de este sistema es bastante extenso, dada su importancia y repercusión en las cuentas de resultado de los hoteles. Así, los restaurantes que operan de manera independiente pueden igualmente adoptar su modelo de gestión a los principios del USALI. En la actualidad, se ha convertido en el modelo de gestión hotelero más extendido en todo el mundo. En mayor o menor medida, no hay grupo hotelero que no siga un sistema de trabajo basado en él, con las adaptaciones propias a sus sistemas de trabajo particulares. De la misma forma, la preocupación de los hoteleros en general ha ido en aumento. Gracias a los avances tecnológicos y al acercamiento de la informática al público en general, las posibilidades de utilizar soluciones de gestión eficientes resultan mucho más asequibles al bolsillo del empresario pequeño.

## Enlaces
FAQ sobre el USALI
- Datos: Q5476216